# Долина Маадим
Долина Маадим (англ. Ma'adim Vallis) — один із найбільших каньйонів на Марсі, приблизно 700 км завдовжки, що значно більше, ніж земний Великий Каньйон. Завширшки понад 20 км, завглибшки подекуди до 2 км. Пролягає від південних низин. Уважають, що долина колись містила велику групу озер на півночі кратера Гусєва поблизу екватора планети. Названо 1973 року івритським словом «Марс».

Долину Маадим, як уважають, прорізала проточна вода в ранній історії Марса. Деякі вузькі канали вздовж кордонів долини, імовірно, осипаються, коли ґрунтові води частково розчиняють і підривають скелі, які руйнуються, і уламки подрібнюються, виносячись далі протягом ерозії.

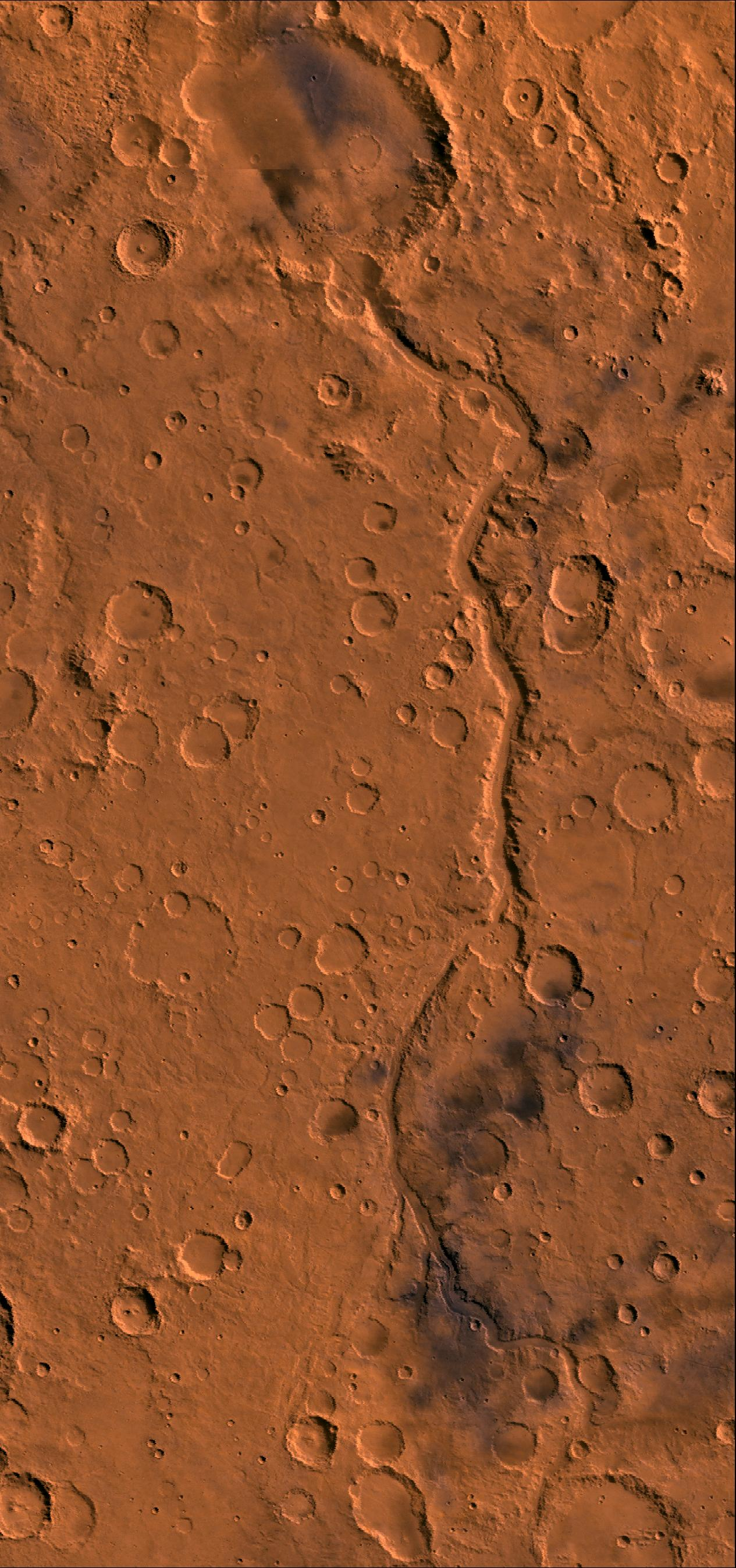
Долина Маадим
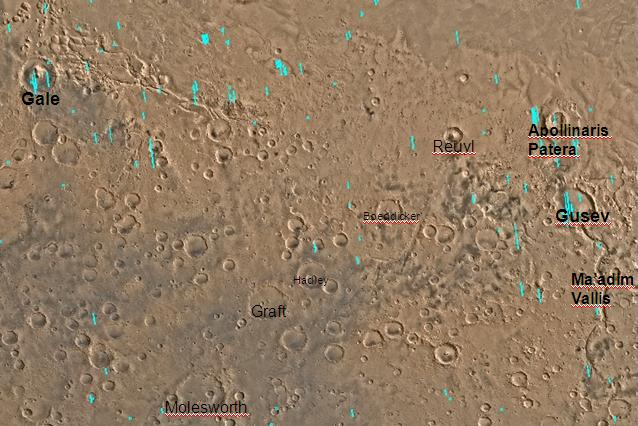
Мапа квадранту Aeolis
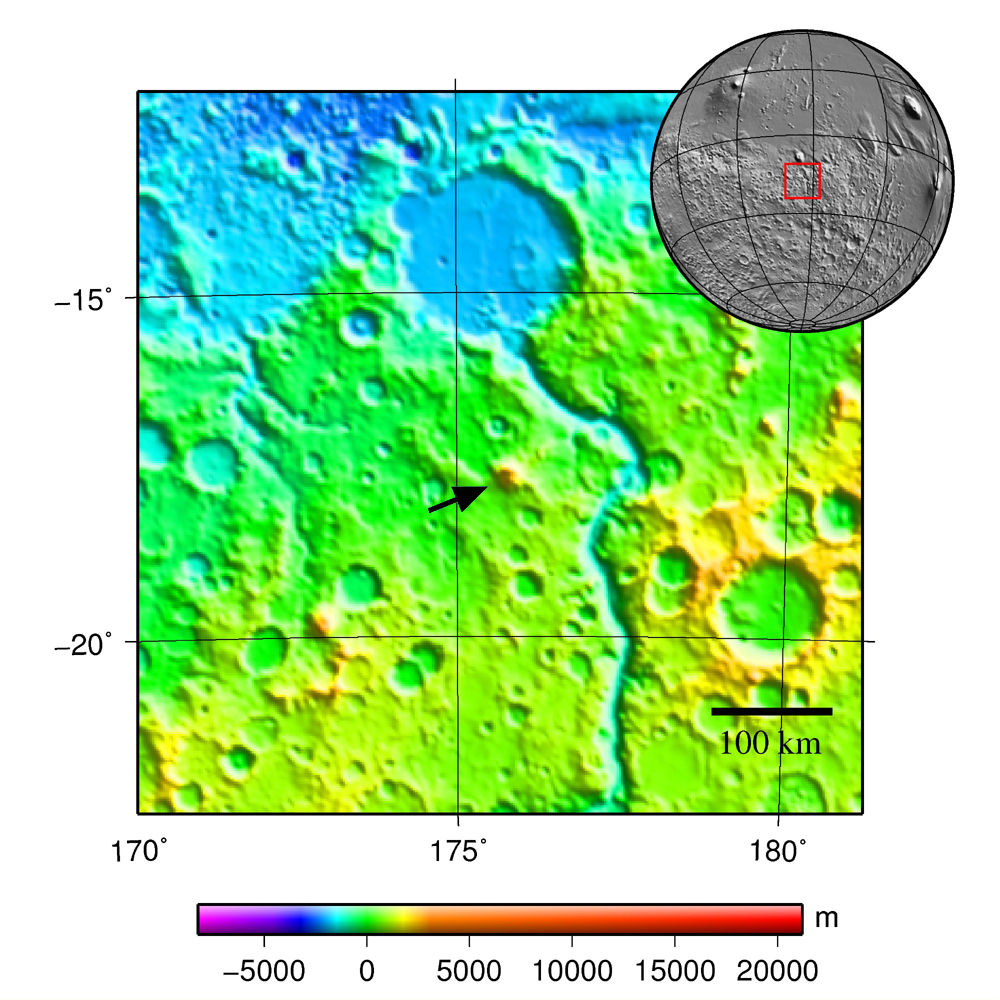
Топографічна мапа кратера Гусєва й долини Маадим
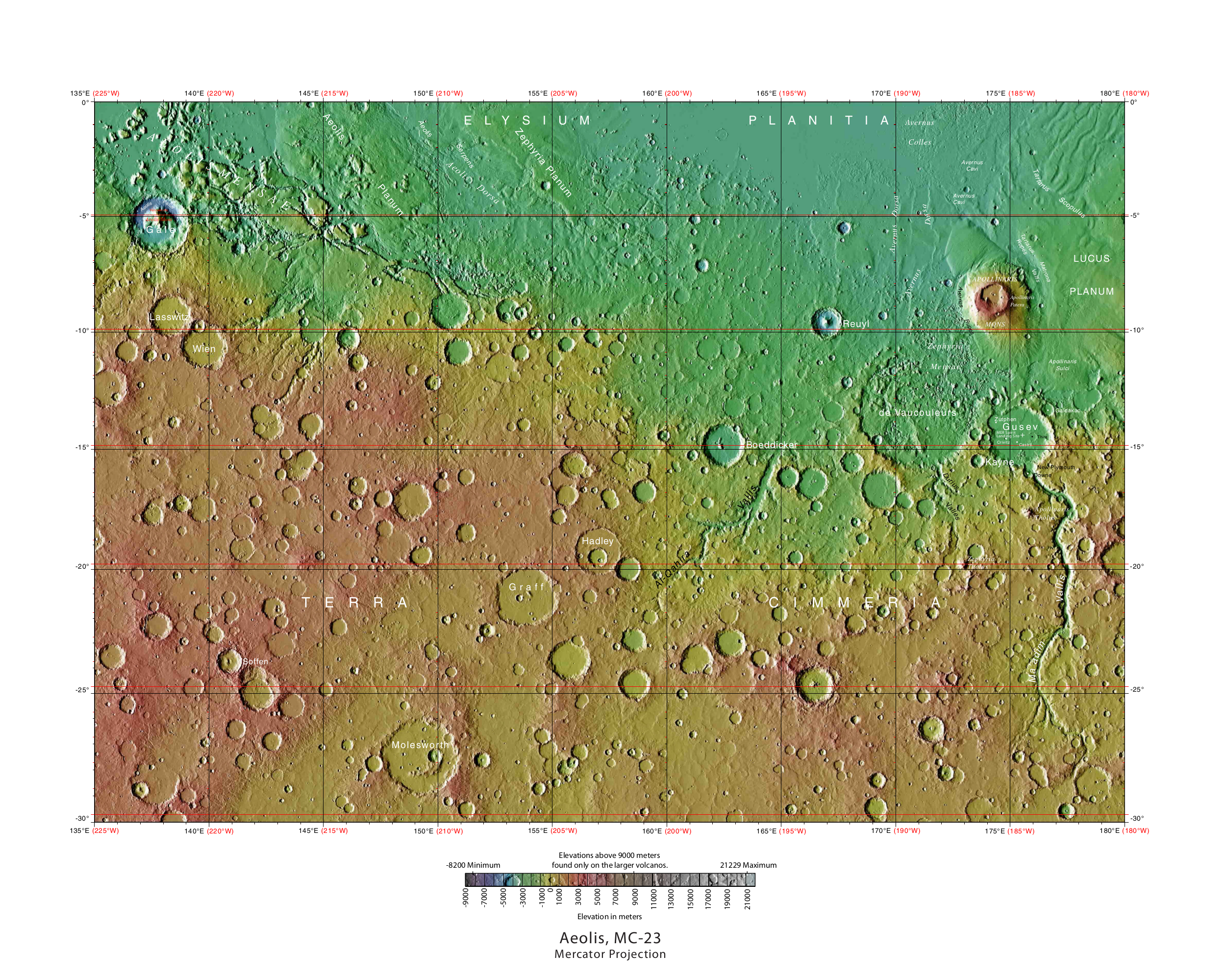
Топографічна мапа квадранґлу Aeolis